# マナーモード
マナーモード （英語: Silent mode）とは、携帯電話において周囲の状況に応じ、着信音やバイブレータなどを設定できる機能のことを指す。NTT DoCoMo P201 HYPERにて、バイブレータONと着信音・ボタン操作音OFFを一度に設定できる機能として「マナー」ボタンとともに実装された。

## マナーモードの種類
メーカーや機種によって名称・挙動に多少の違いがあるが、下の二つが代表的なものである。

### 通常マナー
着信音は鳴らず、バイブレータが振動する。

### サイレントマナー
着信音は鳴らず、バイブレータも振動しない。
この他にも機種によってはドライブモード（発信者には車を運転している旨のメッセージが流れ、ドライバーには着信を知らせない）や、アウトドアモード（着信音などは大音量で鳴り、バイブレータも振動する）なども存在する。カメラのシャッター音はいずれのモードに設定しても強制的に鳴らされる（シャッター音で撮影を知らせると同時に盗撮を防止する目的がある）。

## その他
いずれの機種もマナーモードでも電波の送受信をしており、計器等に悪影響を与える恐れがあるために航空機内では電源を切ること、または電波を出さないモードに設定することが日本においては航空法により義務づけられている（ただし、機内の配線等を携帯電話の電波の影響を受けないようにした航空機では使用が認められている）。また、病院でも一部の医療用電子機器等に障害を与える可能性があるので、電源を切るように求めている病院が大半である（病院内全域で電源オフを求めている病院もあれば、診療室や病室の周辺など病院内の一部ゾーンだけでの電源オフで良いとする病院もある）。電車、バスの優先席付近でも電源を切るように協力を各事業者が求めている。マナーモード設定にしていても、緊急地震速報の警報音は鳴る。（音で知らせるため。）